# 6074 Bechtereva
6074 Bechtereva este un asteroid din centura principală de asteroizi.

## Descriere
6074 Bechtereva este un asteroid din centura principală de asteroizi. A fost descoperit pe 24 august 1968 la Observatorul de Astrofizică din Crimeea de Tamara Smirnova. El prezintă o orbită caracterizată de o semiaxă mare de 2,39 ua, o excentricitate de 0,22 și o înclinație de 1,6° în raport cu ecliptica.